# Abuta
Genre
Abuta est un genre de plantes à fleurs de la famille des Menispermaceae.

## Liste d'espèces
Selon NCBI (27 décembre 2013) :
- Abuta grandifolia
- Abuta rufescens
- Abuta sandwithiana

Selon The Plant List (27 décembre 2013) :
- Abuta acutifolia Miers
- Abuta antioquiana Krukoff & Barneby
- Abuta aristeguietae Kurkoff & Barneby
- Abuta barbata Miers
- Abuta brevifolia Krukoff & Moldenke
- Abuta bullata Moldenke
- Abuta candollei Triana & Planch.
- Abuta chiapasensis Krukoff & Barneby
- Abuta chocoensis Krukoff & Barneby
- Abuta colombiana Moldenke
- Abuta dwyeriana Krukoff & Barneby
- Abuta fluminum Krukoff & Barneby
- Abuta grandifolia (Mart.) Sandwith
- Abuta grisebachii Triana & Planch.
- Abuta imene (Mart.) Eichler
- Abuta longa Krukoff & Barneby
- Abuta mycetandra Krukoff & Barneby
- Abuta obovata Diels
- Abuta pahni (Mart.) Krukoff & Barneby
- Abuta panamensis (Standl.) Krukoff & Barneby
- Abuta panurensis Eichler
- Abuta platyphylla Mart. ex Eichler
- Abuta racemosa Triana & Planch.
- Abuta rufescens Aubl.
- Abuta sandwithiana Krukoff & Barneby
- Abuta schomburgkii Barneby & Krukoff
- Abuta seemannii Triana & Planch.
- Abuta selloana Eichler
- Abuta solimoesensis Krukoff & Barneby
- Abuta soukupii Moldenke
- Abuta spicata (Thunb.) Triana & Planch.
- Abuta steyermarkii (Standl.) Standl.
- Abuta vaupesensis Krukoff & Barneby
- Abuta velutina Gleason

Selon Tropicos (27 décembre 2013) (Attention liste brute contenant possiblement des synonymes) :
- Abuta acutifolia Miers
- Abuta amara Aubl.
- Abuta antioquiana Krukoff & Barneby
- Abuta aristeguietae Krukoff & Barneby
- Abuta barbata Miers
- Abuta boliviana Rusby
- Abuta brevifolia Krukoff & Moldenke
- Abuta brunnescens (Standl.) Krukoff & Barneby
- Abuta bullata Moldenke
- Abuta candicans Rich. ex DC.
- Abuta candollei Triana & Planch.
- Abuta chiapasensis Krukoff & Barneby
- Abuta chocoensis Krukoff & Barneby
- Abuta cinnamonifolia Dwyer
- Abuta colombiana Moldenke
- Abuta concolor Benth.
- Abuta convexa (Vell.) Diels
- Abuta cuspidata Miers
- Abuta duckei Diels
- Abuta dwyeriana Krukoff & Barneby
- Abuta ecuadorensis Moldenke
- Abuta fluminum Krukoff & Barneby
- Abuta froesii Krukoff & Moldenke
- Abuta grandifolia (Mart.) Sandwith
- Abuta grisebachii Triana & Planch.
- Abuta guianensis Eichler
- Abuta guyanensis Eichler
- Abuta hahnii Krukoff & Barneby
- Abuta heterophylla Miers
- Abuta imene (Mart.) Eichler
- Abuta klugii Moldenke
- Abuta limaciifolia Diels
- Abuta longa Krukoff & Barneby
- Abuta macrocarpa Moldenke
- Abuta macrophylla Miers
- Abuta manausensis Krukoff & Barneby
- Abuta mycetandra Krukoff & Barneby
- Abuta negroensis Krukoff & Moldenke
- Abuta oblonga Miers
- Abuta obovata Diels
- Abuta pahnii (Mart.) Krukoff & Barneby
- Abuta panamensis (Standl.) Krukoff & Barneby
- Abuta panurensis Eichler
- Abuta parvifolia Rusby ex Moldenke
- Abuta platyphylla Mart. ex Eichler
- Abuta pullei Diels
- Abuta racemosa (Thunb.) Triana & Planch.
- Abuta rufescens Aubl.
- Abuta sandwithiana Krukoff & Barneby
- Abuta scandens DC.
- Abuta seemannii Triana & Planch.
- Abuta selloana Eichler
- Abuta solimoesensis Krukoff & Barneby
- Abuta soukupii Moldenke
- Abuta spicata (Thunb.) Triana & Planch.
- Abuta splendida Krukoff & Moldenke
- Abuta steyermarkii (Standl.) Standl.
- Abuta tomentosa Mart.
- Abuta trinervis (Rusby) Moldenke
- Abuta umbellata Sagot ex Benth.
- Abuta vaupesensis Krukoff & Barneby
- Abuta velutina Gleason
- Abuta verruculosa Krukoff & Barneby
- Abuta wilson-brownei R.S. Cowan